# Новая банда четырёх
Новая банда четырёх (кит. 新四人幫) — китайское политическое клише, обозначающее группу высокопоставленных функционеров КПК, обвинённых в коррупции, арестованных и осуждённых в 2012—2015 годах. Название дано по аналогии с «Бандой четырёх» и «Малой бандой четырёх», однако в данном случае объединяющим фактором являлись не политические, а коррупционные связи.

## Состав
К «Новой банде четырёх» причисляются:
- Чжоу Юнкан — в 2012 секретарь Политико-юридической комиссии ЦК КПК, ранее министр общественной безопасности КНР

- Бо Силай — в 2012 секретарь Чунцинского горкома КПК, ранее министр коммерции КНР

- Лин Цзихуа — в 2014 заместитель председателя НПКСК, ранее начальник Главного управления ЦК КПК (Канцелярия КПК)

- Сюй Цайхоу — в 2012 заместитель председателя Военного совета ЦК КПК и Центрального военного совета КНР, ранее начальник Главного политуправления НОАК

Чжоу Юнкан состоял в высшем органе партийной власти — Постоянном комитете Политбюро ЦК КПК. Бо Силай и Сюй Цайхоу являлись членами Политбюро, Лин Цзихуа — секретарем ЦК.

## Влияние
Карьерный взлёт членов «Новой банды четырёх» пришёлся на период правления Цзян Цзэминя и Ху Цзиньтао. Все четверо принадлежали к окружению генерального секретаря Ху.
Чжоу Юнкан руководил Министерством общественной безопасности, затем ключевой — Политико-юридической — комиссией ЦК КПК, курировал в партийном руководстве карательные органы и административный аппарат. Как бывший глава CNPC он обладал значительным влиянием в нефтегазовом секторе КНР. В 2011 Forbes поставил Чжоу Юнкана на 29-ю позицию в топ-100 самых могущественных людей Земли.
Бо Силай возглавлял парторганизацию агломерации Чунцин. Он обладал харизмой и популярностью и явно планировался группировкой на продвижение в высшее руководство.
Лин Цзихуа контролировал канцелярское делопроизводство КПК, кадровые вопросы и партийные директивы, а также «экономику Чжуннаньхая» — материально-бытовое обеспечение высшего руководства.
Сюй Цайхоу располагал военно-административными ресурсами политаппарата НОАК и имел доступ к армейским материальным активам.
Политически четвёрка стояла на консервативных позициях (что вписывалось в курс генсеков Цзяна и Ху). Члены группировки выступали за усиление этатизма, централизма и идеологизации в политике КПК. Особенно явственно это проявлялось в деятельности Чжоу Юнкана. Бо Силай открыто демонстрировал симпатии к ортодоксальному маоизму, произносил речи, проникнутые соответствующей риторикой, организовывал в Чунцине мероприятия типа «конкурсов революционных песен». Однако основой группировки являлись не политические, а совсем иные связи. Мотивации носили не идеологический, а «рыночный», коррупционный характер.

Первые две «банды-четвёрки» были политико-идеологическими группировками. Они выдвигали определённые программы развития страны… Новая четвёрка сгруппировалась принципиально иначе. Никаких идей она не выдвигала. Всемогущего куратора администраторов и силовиков Чжоу Юнкана, хозяина Чунцина Бо Силая, генерала Сюй Цайхоу и начальника канцелярии ЦК Лин Цзихуа сплотила только коррупция. В широком смысле карьерных интересов, совместных интриг и афер

## Падение
В ноябре 2012 Си Цзиньпин сменил Ху Цзиньтао на посту генерального секретаря ЦК КПК. Это привело к политическим сдвигам и кадровым переменам в партийно-государственном руководстве. Соотношение сил между неформальными партийными фракциями изменилось. Группы, ориентированные на Цзян Цзэминя и Ху Цзиньтао, в значительной степени утратили позиции.
Бо Силай, обвинённый в должностных злоупотреблениях и коррупции ещё при Ху Цзиньтао, был арестован в сентябре 2012. Предполагается, что инициаторами преследования выступали Си Цзиньпин и тогдашний премьер Госсовета КНР Вэнь Цзябао. В ходе расследования были вскрыты многочисленные криминальные и коррупционные эпизоды (при том, что политический имидж Бо Силая во многом строился на антикоррупционной риторике). Бо Силай был признан виновным и в сентябре 2013 приговорён к пожизненному заключению. Его жена Гу Кайлай за организацию убийства британского бизнесмена приговорена к смертной казни с двухлетней отсрочкой приговора, заменённой на пожизненное заключение.
Дело Бо Силая было воспринято как предвестие скорого падения Чжоу Юнкана, Лин Цзихуа и Сюй Цайхоу.
В ноябре 2012, одновременно с приходом к власти нового генсека, Чжоу Юнкан был выведен из Политико-юридической комиссии. В марте 2014 фактически помещён под домашний арест, в декабре — отправлен в тюрьму. Общая стоимость присвоенных им активов определена в 14 млрд долларов. В июне 2015 Чжоу Юнкан был приговорён к пожизненному заключению.
Лин Цзихуа был снят с поста начальника Канцелярии КПК и понижен в должности в сентябре 2012, незадолго до прихода Си Цзиньпина на пост генсека. В конце 2014 в его отношении были начаты следственные действия, вскоре он был отстранён со всех постов и в июле 2015 арестован по обвинению во взяточничестве и нарушении партийно-государственной дисциплины.
Сюй Цайхоу оставил должность в партийном Военном совете в ноябре 2012 и в государственном в марте 2013. В марте 2014 он был арестован в больнице и обвинён во взяточничестве (речь шла о назначении за взятки офицеров на командные должности). При проведённых обысках в его доме были обнаружены крупные суммы денег и большие объёмы материальных ценностей. Расследование было прекращено в связи со смертью Сюй Цайхоу 15 марта 2015.
В отношении Чжоу Юнкана, Бо Силая и Лин Цзихуа выдвигались также обвинения, связанные с «аморальным поведением», «супружеской неверностью» и т. п.

## Значение
23 октября 2014 Си Цзиньпин выступил с программным заявлением на пленуме ЦК КПК. Он высказал политическую установку на новую кампанию борьбы с коррупцией: Никто не вправе пересекать «красную линию». Наряду с коррупцией и «аморалкой», члены «Новой банды четырёх» были обвинены также в планировании государственного переворота и узурпации власти.
Аналитики и комментаторы охарактеризовали это не только как разгром альянса Чжоу Юнкана, Бо Силая, Лин Цзихуа и Сюй Цайхоу, но и как резкое ослабление позиций «шанхайской» группы Цзян Цзэминя, консервативной «нефтяной» группы экс-главы CNPC Цзян Цземиня, ультралевых маоистов и «принцев» — прямых потомков руководителей КПК первого поколения, представителем которых является Бо Силай. Си Цзиньпин и его сторонники сумели захватить инициативу во внутрипартийном противоборстве под лозунгами борьбы с коррупцией.